# 13e régiment de chars de la Garde
Pour les articles homonymes, voir 13e régiment.
Le 13e régiment de chars de la Garde Chepetovski, des ordres du Drapeau rouge, de Souvorov et de Koutouzov (en russe : 13-й гвардейский танковый Шепетовский Краснознамённый, орденов Суворова и Кутузова полк ; numéro d'unité militaire 32010) est un régiment blindé, anciennement de l'Armée de terre soviétique et maintenant des forces terrestres russes. Le régiment fait partie de la 4e division de chars de la Garde, basée à Naro-Fominsk.
Le régiment est formé pendant la Seconde Guerre mondiale sous le nom de 67e brigade de chars en 1942, avant d'être renommée 13e brigade de chars de la Garde en 1943. Elle se fait remarquer lors de l'offensive Dniepr-Carpates, y gagnant son titre honorifique de Chepetovski ; elle combat au sein du 4e corps de chars de la Garde pendant tout le reste de la guerre. Elle est réorganisée en tant que 13e régiment de chars de la Garde lorsque le corps est renommé 4e division de chars de la Garde peu après la fin de la guerre en 1945, et est stationnée à Naro-Fominsk depuis lors. Accompagné de la division, le régiment joue un rôle de premier plan dans le défilé du Jour de la Victoire à Moscou. En 2022, le régiment est engagé avec sa division dans l'invasion russe de l'Ukraine.